# 내 머리 속의 지우개
《내 머리 속의 지우개》는 2004년에 개봉한 이재한 감독의 영화이다. 2001년 일본 요미우리 TV에서 방영된 드라마 《퓨어 소울: 네가 나를 잊어도》를 각색한 것으로 정우성, 손예진이 주연을 맡았다.
2005년 일본에서 개봉해 300만이 넘는 관객을 불러들이며 일본내 30억 엔의 흥행수입을 기록했다. 2007년에는 드라마로 만들어져 방송되었고, 2010년에는 연극으로 제작되었다.

## 캐스팅
- 정우성: 최철수 역
- 손예진: 김수진 역
- 백종학: 서영민 역
- 이선진: 안나정 역
- 박상규: 김사장 역
- 김희령: 어머니 역
- 선지현: 정은 역
- 김부선: 오마담 역
- 이항: 황회장 역
- 장인한: 사수 역
- 권병길: 이박사 역
- 신철진: 박전무 역
- 김중기: 차실장 역
- 현영: 윤아 역
- 박윤영: 명주 역
- 박미숙: 지현 역
- 오광록 ... 노숙자 역
- 진용욱 ... 노가다 1 역
- 정민성 ... 전화받는 행인 역